# Thrips aurulentus
Thrips aurulentus är en insektsart som beskrevs av Nakahara 1994. Thrips aurulentus ingår i släktet Thrips och familjen smaltripsar. Inga underarter finns listade i Catalogue of Life.